# Unter Sachsenhausen
Unter Sachsenhausen ist eine 210 Meter lange, geschichtsträchtige Straße in der Altstadt-Nord in Köln, an der zahlreiche Banken und Versicherungen residieren.

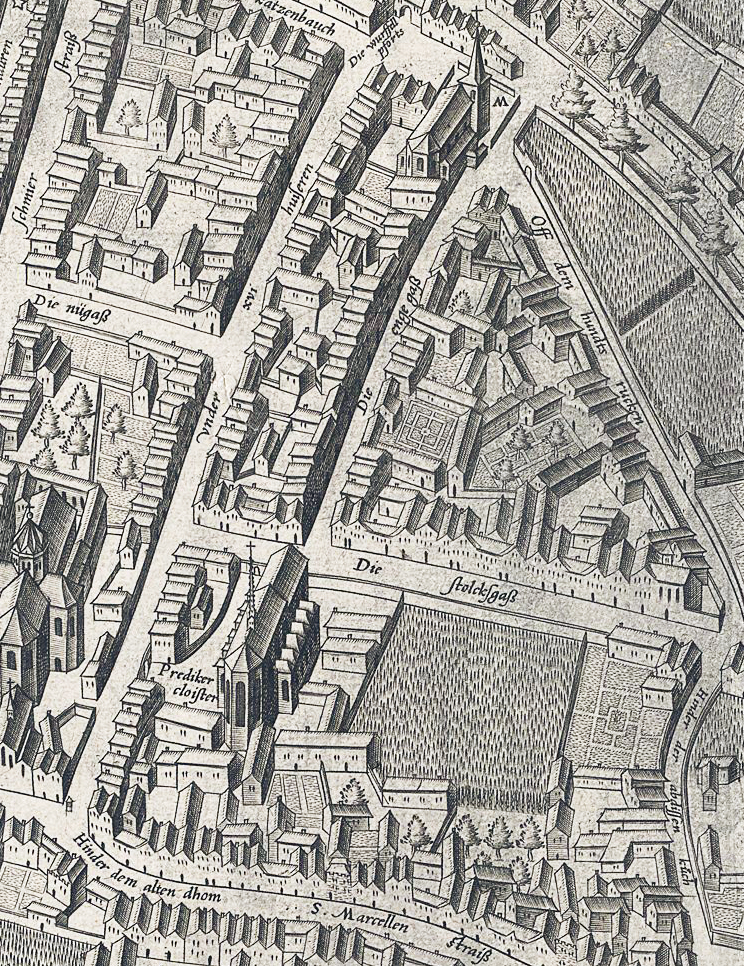
Unter Sachsenhausen – Enggasse – Stolkgasse (Kölner Stadtansicht von 1570 des Arnold Mercator)

## Geschichte
Der heutige Straßenname Unter Sachsenhausen ist nicht auf Sachsen, Frankfurt-Sachsenhausen oder das KZ Sachsenhausen zurückzuführen. Vielmehr entstand der Straßenname aus der Umformung des Namens „Unter 16 Häusern“. Seit der ersten Benennung dieser Straße im Jahre 1183 hat sich der Straßenname mindestens 15 Mal geändert.

### Namensentwicklung
Die Straße lag im Mittelalter im Kölner Stadtteil Niederich, der sich bis zur zweiten Stadterweiterung (1106) im Kölner Norden außerhalb der Stadtmauern (lateinisch extra muros civitatis) befand. Zunächst hieß die Straße zwischen 1183 und 1233 Breite Straße (lateinisch lata platea), der sich jedoch für die Breite Straße durchsetzte; in den Schreinsbucheinträgen des 12. Jahrhunderts wird sie ohne individuellen Namen erwähnt. Am „Zederwaldhof“ soll in der Römerzeit ein aus Zederbäumen bestehender Wald gestanden haben, der sich von der Schmierstraße (Komödienstraße) bis an den Pfuhl erstreckte. Hier wohnten Graf Heinrich von Sayn und Frau Mechthild, die das Anwesen 1224 an Gerhard und Gottschalk Overstolz verkauften. Die Patrizierbrüder Gottschalk und Gerhard Overstolz erwarben hier im Jahre 1224 Haus und Hof „Cederwald“, zu dem auch ein ehemaliges Cellitinnen-Kloster am Kattenbug gehörte; sie bauten zwischen 1224 und 1233 auf dem Areal des ehemaligen Hofes Zederwald Reihenhäuser mit 16 so genannten Zinshäusern (Mietshäuser) für Landarbeiter. 1233 teilten die Brüder diesen Besitz anlässlich des Todes Gottschalks erster Gattin („Ida von der Salzgasse“), danach teilte dieser wiederum einen Teil seines Besitzes unter seinen Kindern aus erster Ehe auf. Ab 1233 wurden diese „16 Mietshäuser unter einem Dach“ (lateinisch 16 mansionibus sub 1 tecto) erwähnt, auf die der Straßenname noch heute zurückgeht.
Ab 1304 bürgerte sich zunehmend die Bezeichnung „unter 16 Häusern“ ein. In einer Eintragung des Dünnwalder Zinsregisters von 1535 ist das Zahlwort der Straßenbezeichnung zu „under Saissen(husen)“ entstellt. Demgegenüber scheint Arnold Mercator in der ersten Kölner Stadtansicht von 1570 die ursprüngliche Straßenbezeichnung noch gekannt zu haben, da er auf seinem Stadtplan „under XVI huiseren“ eingetragen hatte.

### Mittelalter
Bereits vor dem Bau der Overstolz-Reihenhäuser wurde hier in der „latam plateam“ Nr. 4 / Ecke Stolkgasse nach 1221 das Dominikanerkloster „Heilig Kreuz“ errichtet; erstmals ist 1224 vom „conventus Sanctae Crucis“ die Rede. Die Dominikaner erwarben 1250 zusätzlich die angrenzende palastartige Residenz des verstorbenen Herzog Walrams IV. von Limburg für 150 Mark. Auf der Straße setzte nach den Overstolzen-Häusern eine rege Bautätigkeit ein. In Nr. 47 entstand im Jahre 1288 in der jetzt „illa parte sedecim domorum“ genannten Straße das sechstälteste Brauhaus Kölns („Zum Bierbaum“). Das „Haus zum Hutlin“ geht 1364 in Erbpacht zugunsten der Abtei Altenberg, am 20. Oktober 1409 verzichtet der Kleriker Richardus de Tuitio im Hause des Johannes de Walde auf der „platea inter sedicim domos“ auf alle Rechte der Vikarie in Homberg. „Haus Haymboich“ wurde am 1. Februar 1470 von Heinrich van Gudesberg in Erbpacht genommen, am 28. Januar 1479 bekundete Goiswinus Carpentator, dass er die Erbpacht der Häuser „Zum Schlüssel“ und „Haus Thiis“ auf „16 domus“ beendet habe. Im Jahre 1484 war hier das Treiben der Dirnen so ärgerniserregend, dass der Rat der Stadt Köln für Unter Sachsenhausen ein Aufenthaltsverbot erließ.
Die Montanerburse („domus montis“; Gymnasium Montanum; Nr. 6; heute: Friedrich-Wilhelm-Gymnasium) war aus der 1420 von Heinrich von Gorkum auf der Machabäerstraße gegründeten Burse („bursa antiquissima“) hervorgegangen; noch bis 1431 wurde sie auf die mittlerweile „Under-16-heusern“ heißende Straße verlegt und gehörte zu den angesehensten Ausbildungseinrichtungen im Lande. Die Artistenschule hatte hingegen ihr Domizil in der Stolkgasse gegenüber dem Dominikanerkloster im ehemaligen „Verselenkonvent“, den die Stadt 1398 von den Beginen erworben hatte. Das Kölner Domkapitel vererbpachtete am 1. März 1492 die Hofstatt „Lynfalshuys“. Drucker Johannes Landen stellte am 9. März 1496 mit dem „Praeceptorium“ (von Nicolaus de Lyras) seinen ersten datierten Druck in seiner Offizin „intra sedecim domos“ fertig. 1508 wurde den Inhabern von Tavernen, Herbergen und Garküchen auf Unter Sachsenhausen und einigen anderen Straßen (u. a. Eigelstein) verboten, den Studenten Getränke zu verabreichen. Der Buchdrucker Melchior von Neuss zog spätestens 1533 hierhin, wie Johannes Hetler belegt: „Gedruckt tzo Coellen vnder sieß tzyenhuyser anno 1. Mai 1533“. Spätestens 1587 hieß die Straße „Under Sechzehn Häusern“. Das Dominikanerkloster, sein Wirtschaftsgebäude und das Langhaus der Klosterkirche wurden durch Brand am 2. März 1659 weitgehend zerstört.

### Von der Gründerzeit bis ins 20. Jahrhundert

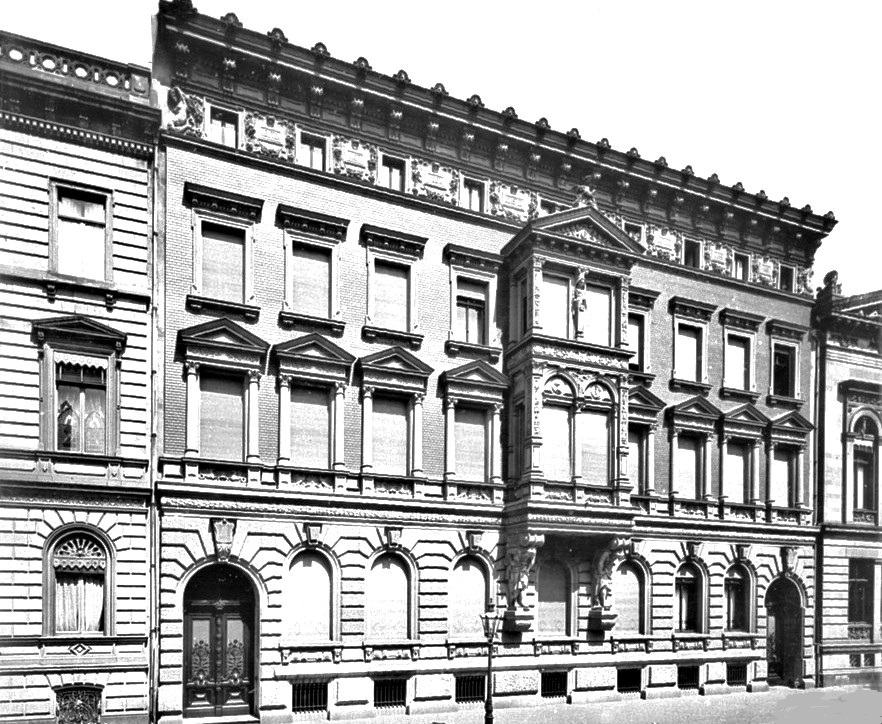
Unter Sachsenhausen 6 – Haus Kommerzienrat Franz Carl Guilleaume (um 1890)
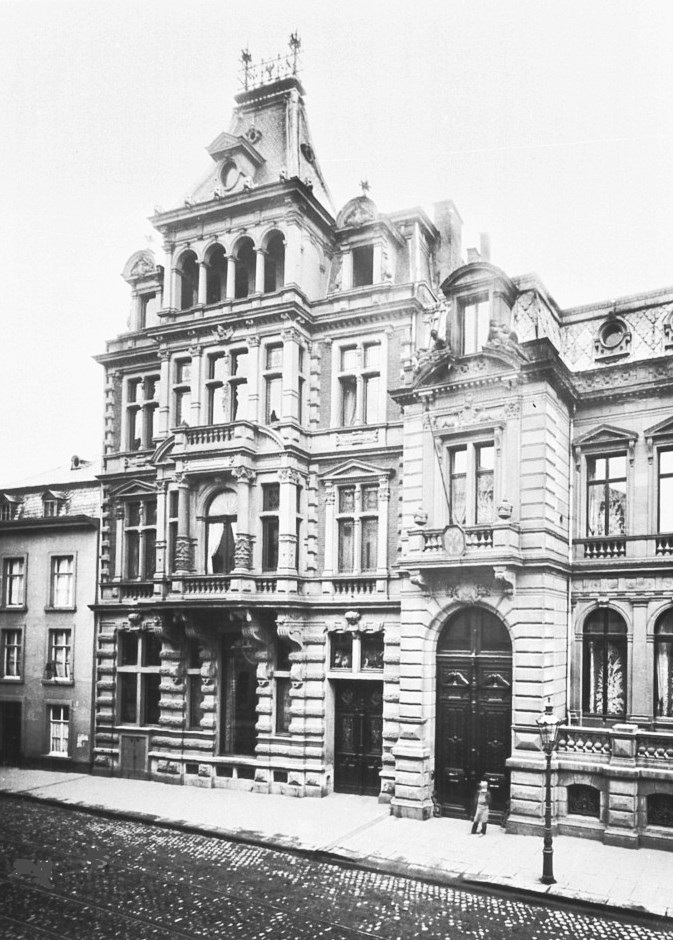
Unter Sachsenhausen 35 – Haus Robert Kaaf (um 1890)
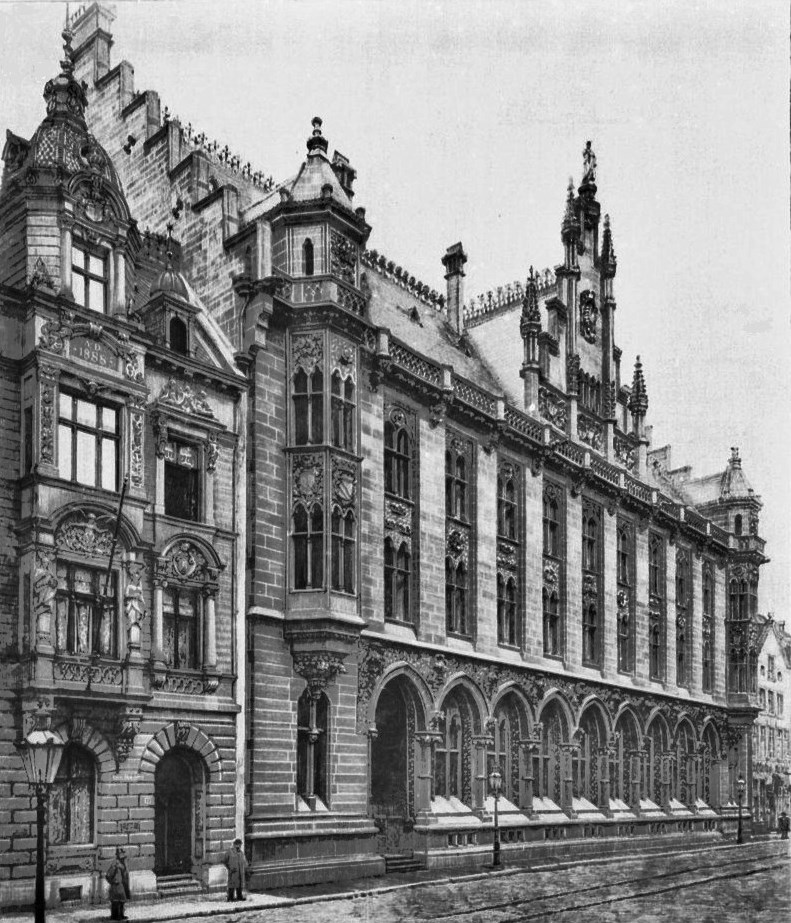
Unter Sachsenhausen 1–3 – Reichsbankgebäude (1896)
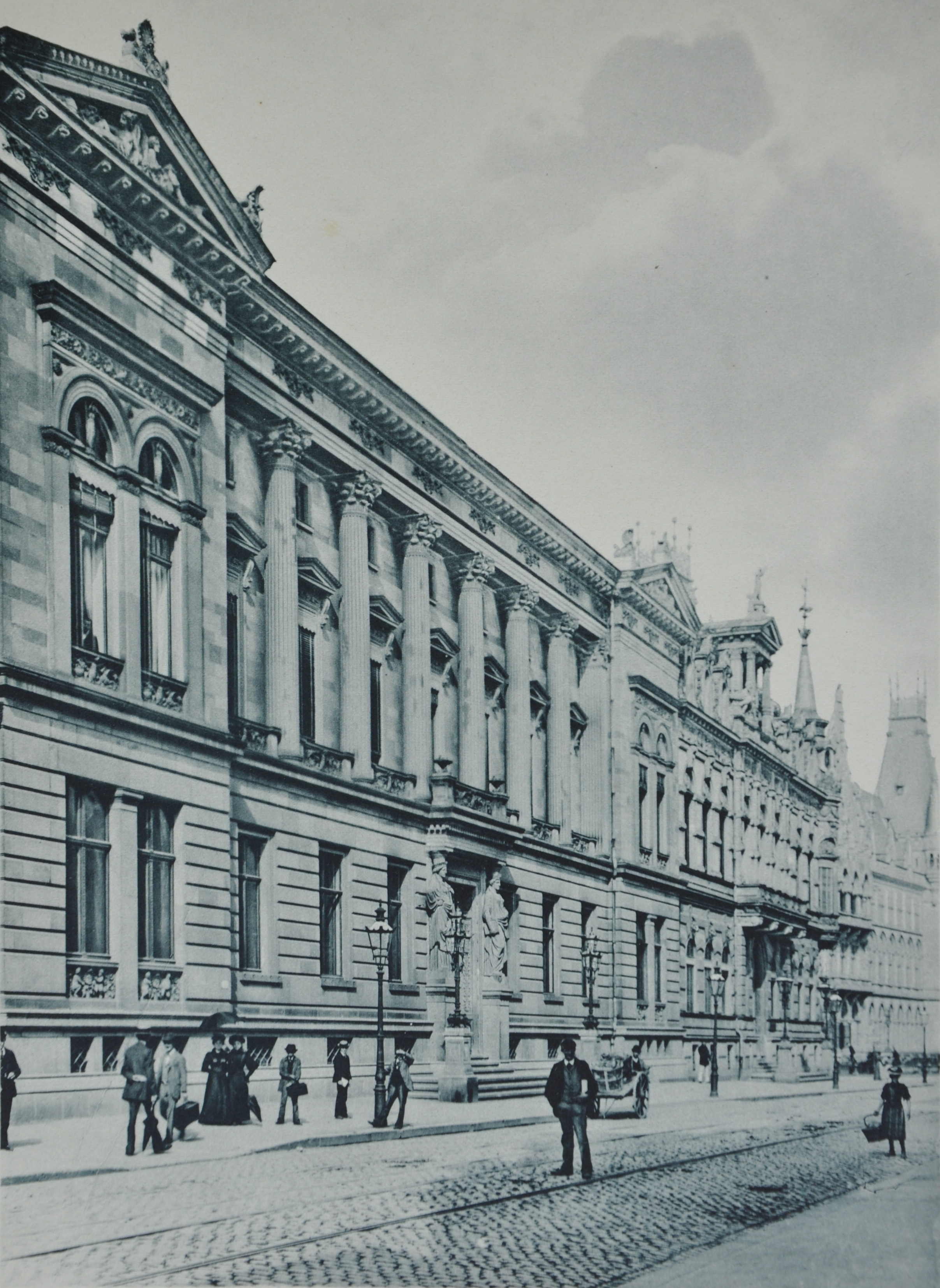
Unter Sachsenhausen 4 – A. Schaafhausen’scher Bankverein (um 1896)
Unter Sachsenhausen – Reichshauptpostamt (um 1900)
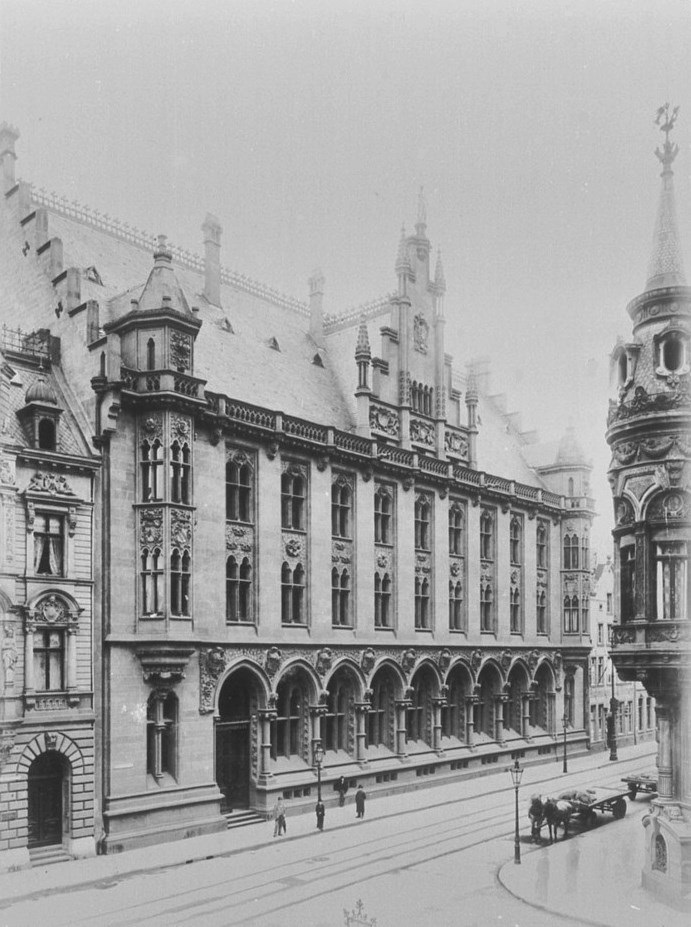
Unter Sachsenhausen 1–3 – Reichsbankgebäude (um 1900)

Die Kölnische Hagel-Versicherung bezog während der Gründerzeit 1861 in Nr. 8 ein von Josef Felten geplantes Gebäude. Die Colonia Kölnische Feuer-Versicherungs-Gesellschaft zog 1863 in einen spätklassizistischen, ebenfalls von Josef Felten entworfenen Bau in Nr. 10–12. Das repräsentative Gebäude und die exponierte Lage sollten ihre Größe und Bedeutung ausstrahlen. Das erste Bankgebäude der Straße – Ursprung für ihre spätere Entwicklung zu einer „Bankenmeile“ – entstand auf dem Gelände des abgerissenen Montanergymnasiums (Nr. 4) durch den Architekten Hermann Otto Pflaume. Es handelte sich um das Bankpalais für den A. Schaaffhausen’schen Bankverein, zwischen 1859 und 1863 als achsensymmetrischer Bau errichtet und für die Entwicklung des Kölner Bankwesens von großer Bedeutung. Bei seiner Eröffnung am 22. August 1863 konnte die Öffentlichkeit die palastartigen Grundzüge mit italienischer Renaissance ebenso bestaunen wie die Innentreppe aus schwarzem Marmor und den Ballsaal mit Stuckarbeiten, den riesigen Spiegel, vergoldete Möbel, Tapeten und Vorhänge aus gelber Seide. Es wurde 1903 umgebaut und im Zweiten Weltkrieg zerstört. Der aus Paris zurückgekehrte Kölner Architekt Wilhelm Hoffmann schuf 1870 für Eduard Freiherr von Oppenheim das Palais Unter Sachsenhausen 37, dessen Grundstück Oppenheim 1867 erworben hatte. Architekt Pflaume errichtete 1894 in Nr. 2 ein dreistöckiges Bankgebäude für die Rheinisch-Westfälische Boden-Credit-Bank, das 1914 abgerissen und durch einen im Krieg kaum zerstörten Bau ersetzt wurde.

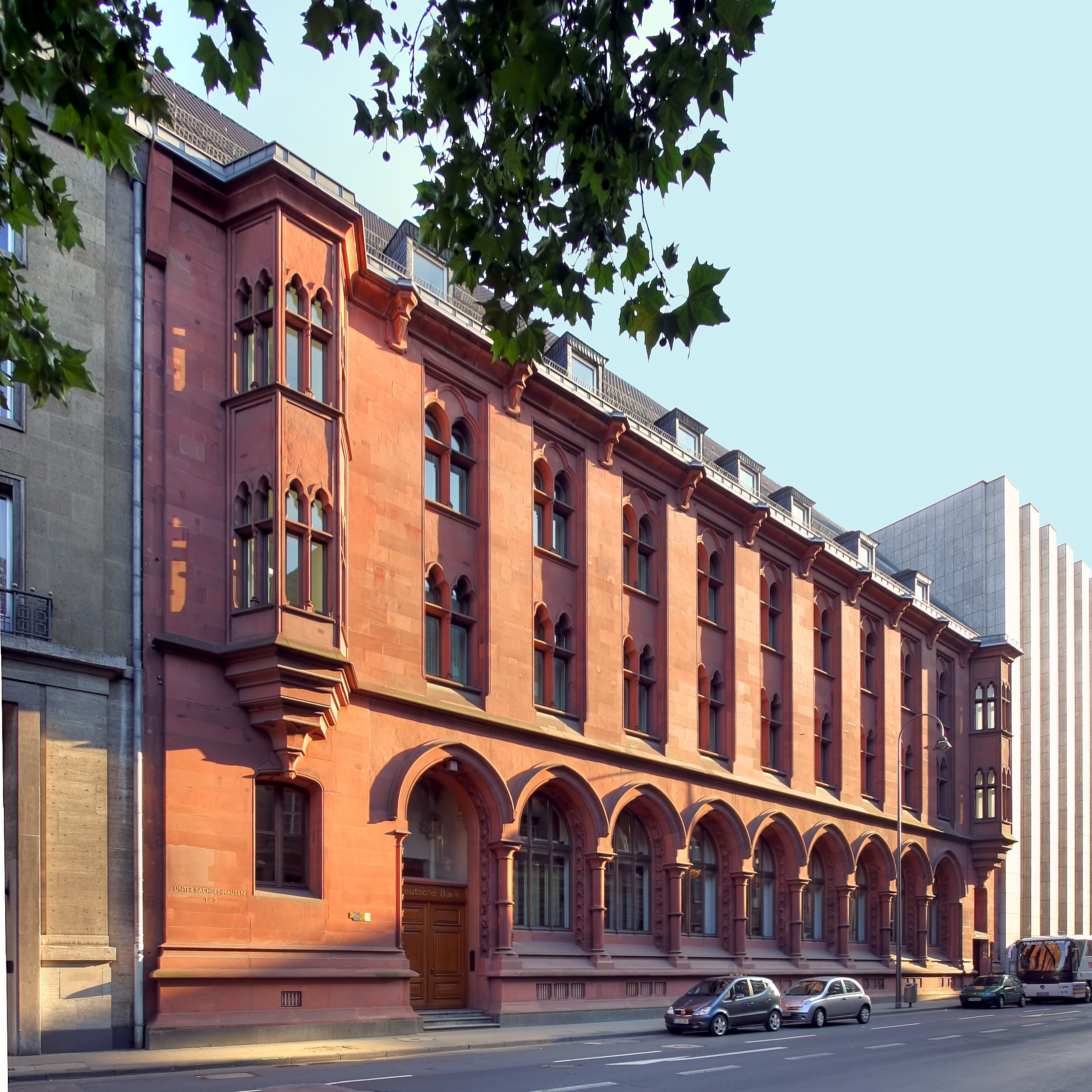
An den Dominikanern 11–27 (Deutsche Bank Köln; ehemals Reichsbank)

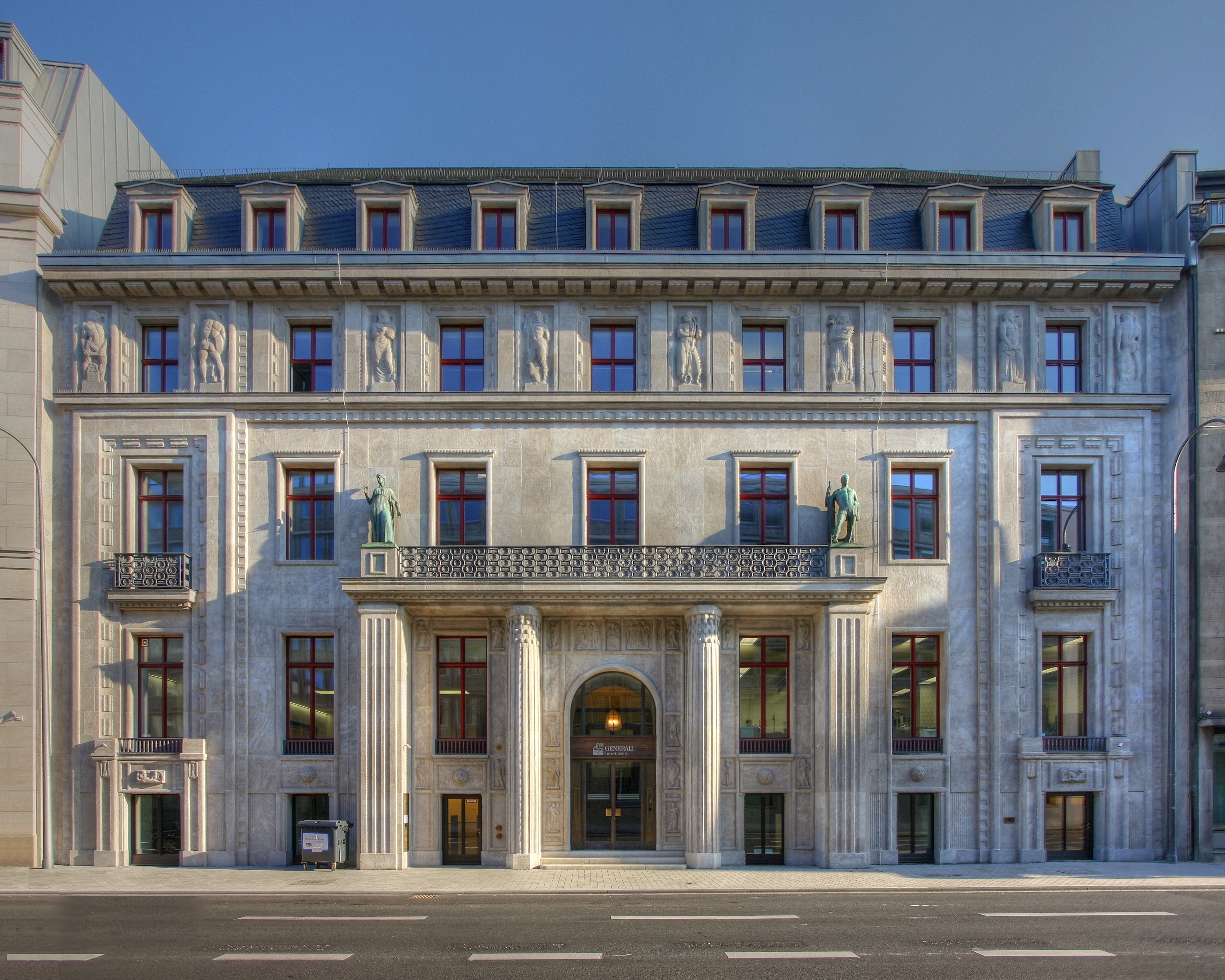
Unter Sachsenhausen 27 (Barmer Bankverein; heute: Generali Deutschland)

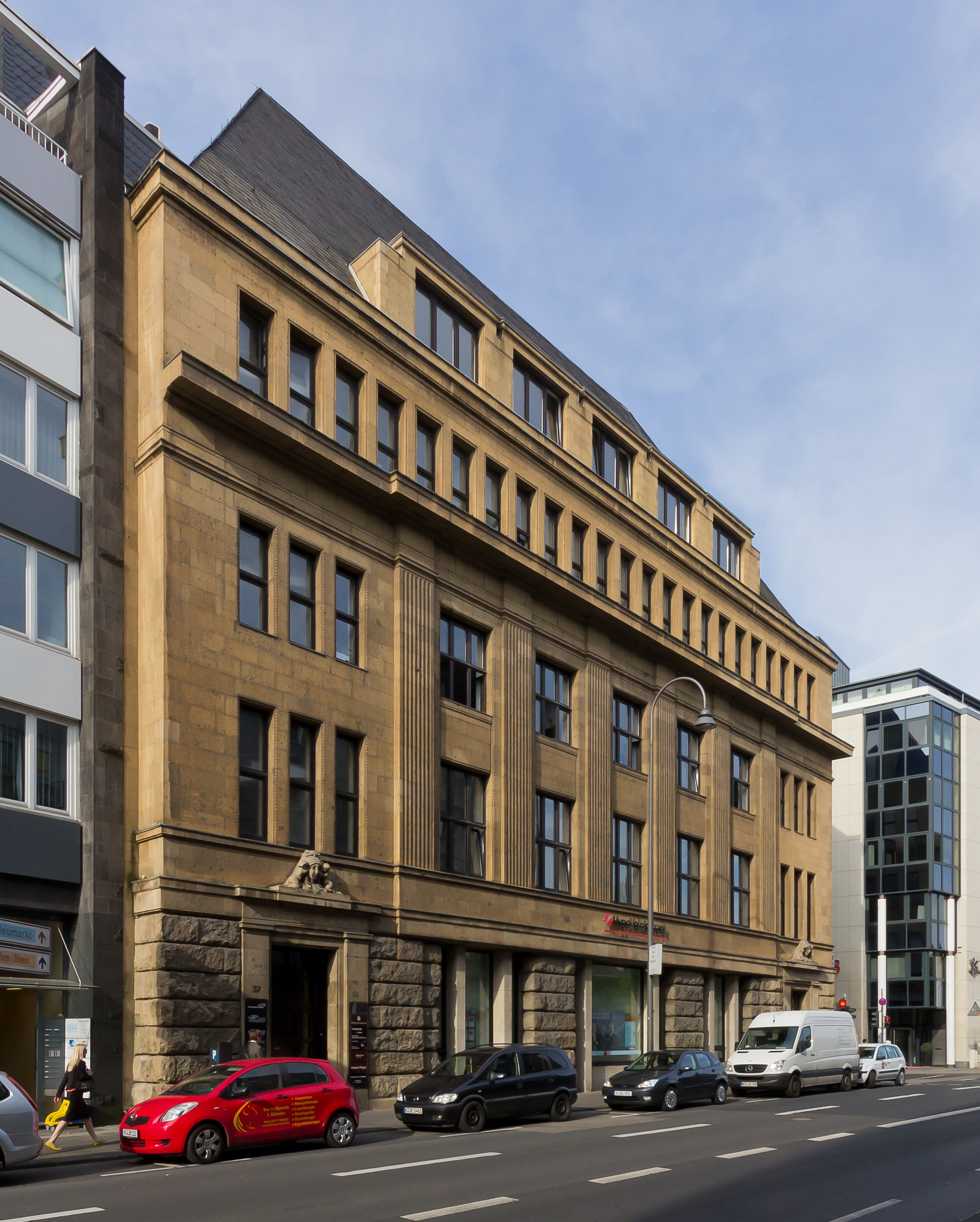
Unter Sachsenhausen 37 (heute: HypoVereinsbank)

Zwischen 1894 und 1897 entstand in Nr. 1–3 nach Entwurf des Berliner Architekten Max Hasak das neugotische Gebäude der Reichsbank-Hauptstelle Köln (später Landeszentralbank, danach Deutsche Bank), errichtet im neugotischen Stil. Die Eröffnung am 4. Mai 1897 in der „vornehmen Geschäftsstraße“ brachte das von Granitsäulen gestützte Bauwerk mit seinem geräumigen Tanzsaal, der „geradezu an fürstliche Behausungen“ erinnerte, zum Vorschein. Das durch Kriegsschäden gekennzeichnete Bauwerk wurde stark verändert.
Das baulich stabilisierte Fragment des gegenüber liegenden, durch Brand weitgehend zerstörten Dominikanerklosters diente zwischen 1799 und 1814 als französisches Lazarett und wurde ab 1814 als preußische Artilleriekaserne genutzt. Im Jahre 1828 wurde der letzte mittelalterliche Rest des Klosters (das gotische Eingangstor zum Klostergebäude) von der Militärbehörde beseitigt, 1889 wurde das Klostergelände arrondiert. An seiner Stelle entstand das auf Betreiben von Heinrich von Stephan gebaute Kölner Hauptpostamt der Reichspost, das am 15. November 1893 in Betrieb genommen werden konnte. Es war ein imposantes Bauwerk, das von West nach Ost an der Straßenseite 85 Meter breit war und von Nord nach Süd eine Länge von sogar 210 Meter bei einer Fläche von 20895 m² aufwies. Es wurde im Krieg völlig zerstört und 1948 durch ein schlichteres Postdienstgebäude ersetzt, das ab dem 11. Februar 1998 abgerissen wurde.
Der Kölner Unternehmer Franz Carl Guilleaume ließ 1882 von Hermann Otto Pflaume sein palastartiges Wohnhaus in Nr. 6 errichten, das 1923 vom Gerling-Konzern erworben und 1943 zerstört wurde. In Nr. 37 entstand unter Peter Behrens 1914 ein Geschäftshaus für den Modeartikelhersteller Frank & Lehmann, das den Krieg überstand und heute von der HypoVereinsbank genutzt wird. In Nr. 21–27 ließ der Barmer Bankverein – der später mit der Commerzbank fusioniert wurde – 1915 ein von Carl Moritz entworfenes Bankgebäude bauen. Nach schweren Schäden im Zweiten Weltkrieg blieb von der historischen Innenausstattung außer dem Vestibül nichts erhalten. Am 20. August 1931 bezog die Kölner Börse nach mehreren innerstädtischen Ortswechseln das von der Industrie- und Handelskammer errichtete neue Verwaltungsgebäude in Nr. 4.
In der Endphase des Zweiten Weltkriegs drang am 6. März 1945 die 3. US-Armee über Unter Sachsenhausen in Richtung Kölner Dom vor und wurde An den Dominikanern in ein letztes Gefecht mit einem deutschen Panzerkampfwagen V Panther verwickelt. Der Panzerkampfwagen konnte das Vordringen der US-Einheit zum Dom nicht verhindern und wurde kampfunfähig geschossen.

### Nach dem Zweiten Weltkrieg

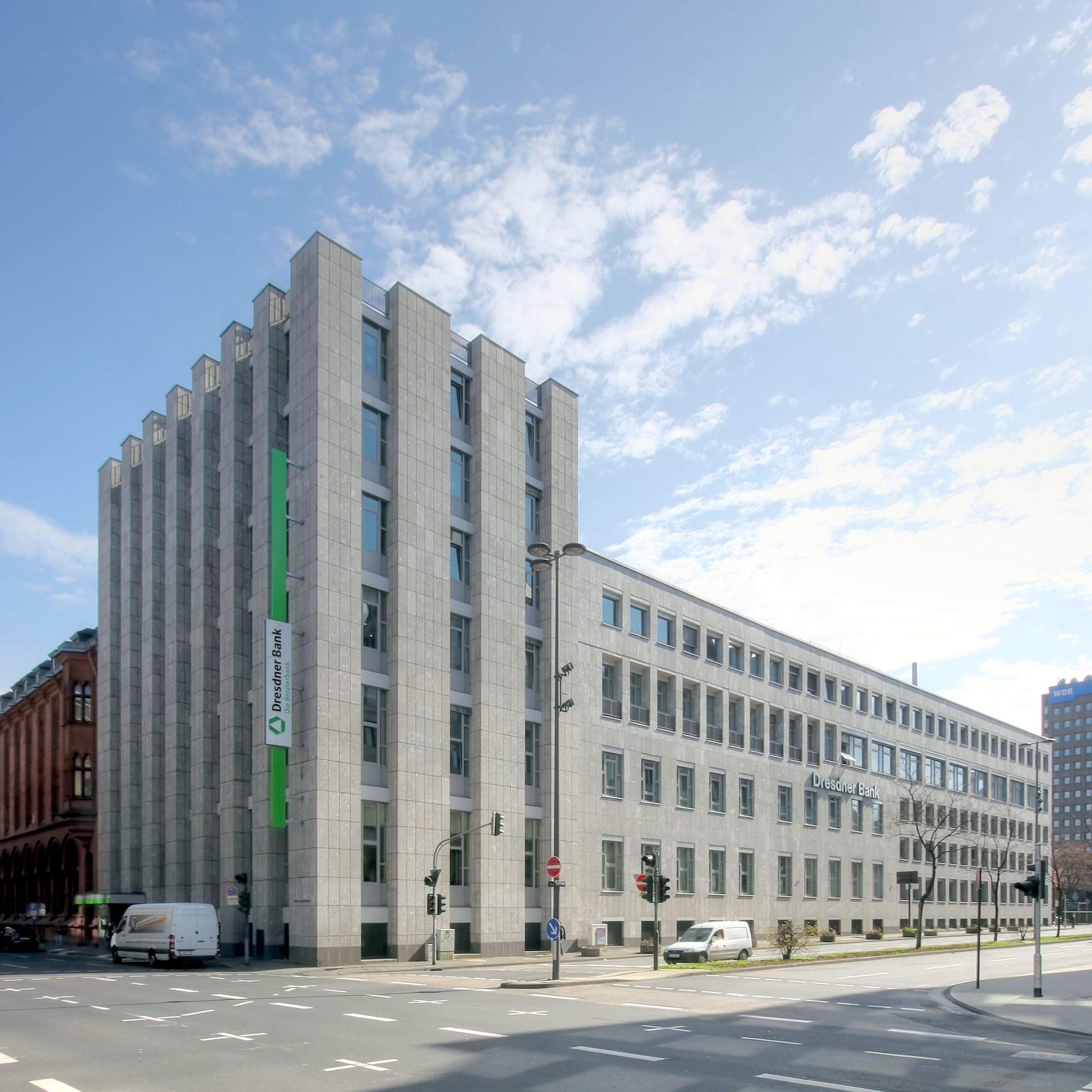
Unter Sachsenhausen 7 – Dresdner Bank (März 2010)

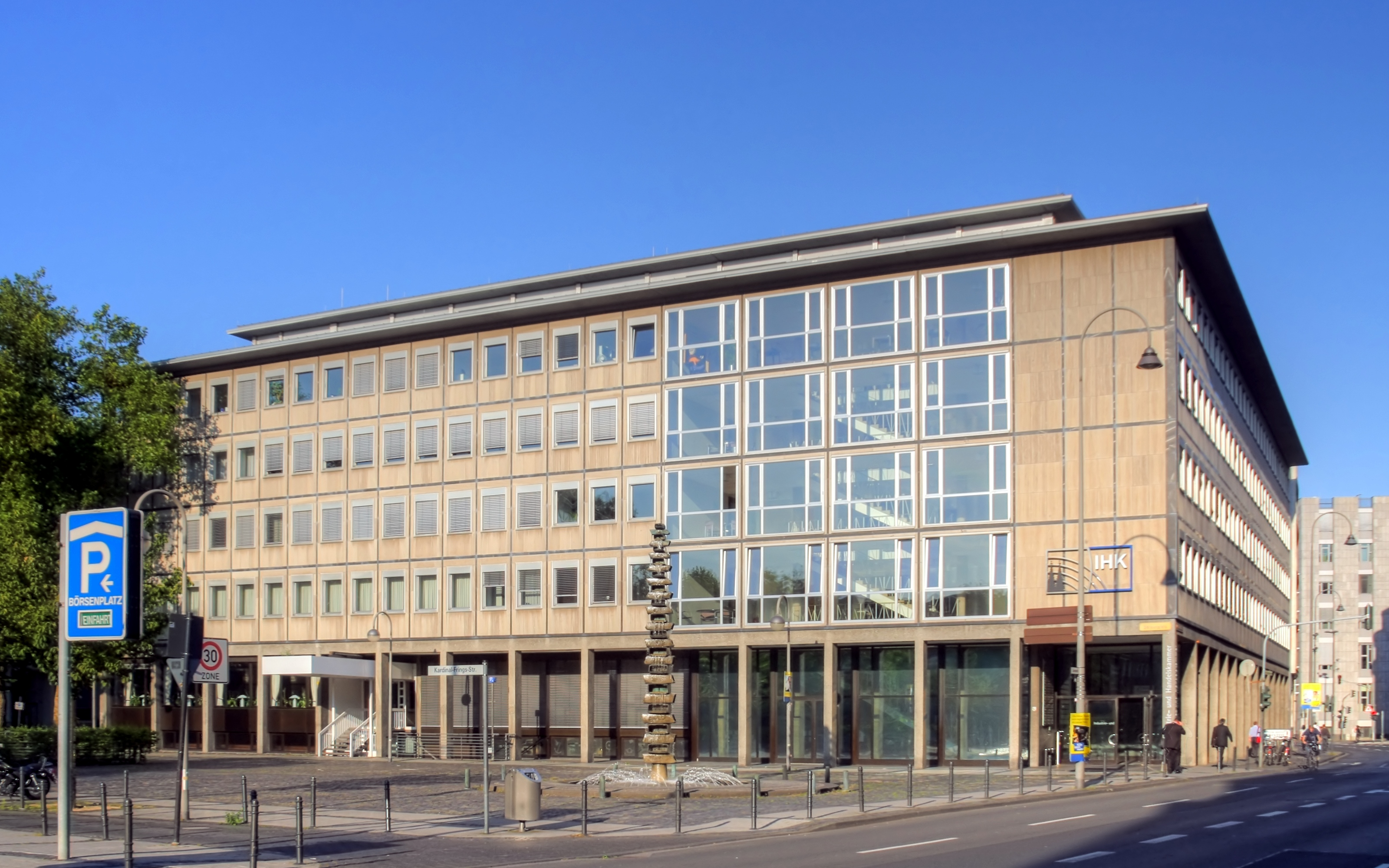
Unter Sachsenhausen 10–26 (Industrie- und Handelskammer Köln)

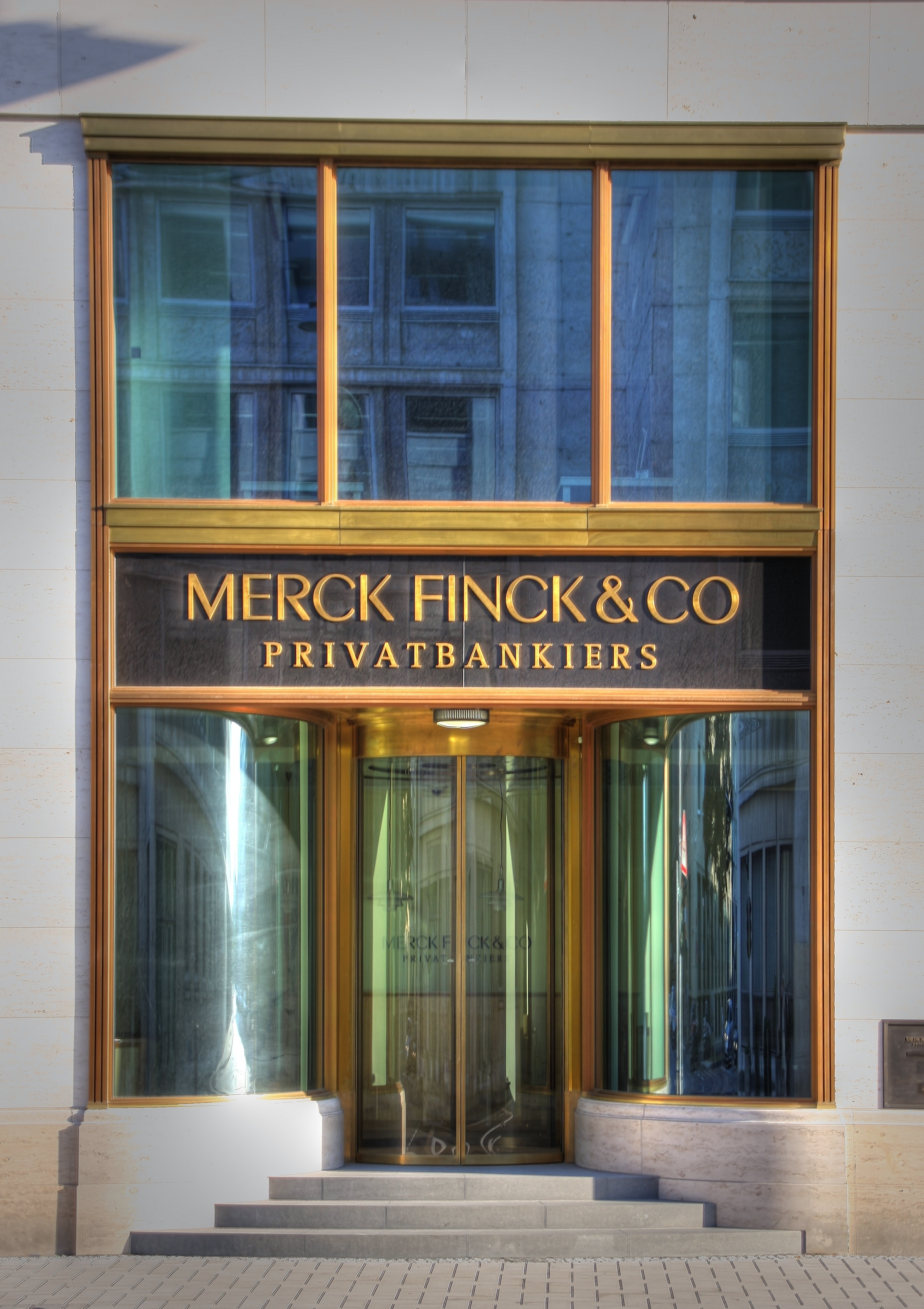
Unter Sachsenhausen 17 (Eingang Merck Fink & Co)

Die meisten repräsentativen Gebäude wurden während des Zweiten Weltkriegs durch zwei Luftangriffe vom 28./29. Juni 1943 und am 2. März 1945 (während der Operation Millennium) weitgehend zerstört. Wie in der gesamten Kölner Innenstadt lag auch der Zerstörungsgrad der Gebäude an Unter Sachsenhausen bei durchschnittlich 75 %, die meisten monumentalen, palaisähnlichen Bauwerke waren zerstört. Es bestand deshalb ein dringendes Bedürfnis für den Wiederaufbau, der ab 1950 begann. Am 4. Februar 1952 eröffnete der nach Plänen von Karl Hell entworfene fünfgeschossige Stahlbetonskelettbau der Industrie- und Handelskammer zu Köln an Nr. 10–26. Im Jahre 1951 hatte das Bankhaus Sal. Oppenheim durch Tauschvertrag mit der Stadt das Trümmergrundstück in der Budengasse 8–10 gegen das zerstörte Haus Unter Sachsenhausen Nr. 4 eingetauscht; an beiden Adressen hatte einst der A. Schaaffhausen‘sche Bankverein nacheinander sein Domizil. In Nr. 4/Ecke Tunisstraße konnte das Bankhaus Sal. Oppenheim ab Januar 1945 für drei Tage in der Woche die Arbeit wieder aufnehmen, danach war die Privatbank zwischen Juni 1945 und Oktober 1953 provisorisch An den Dominikanern 2 untergebracht. Am 17. Oktober 1953 bezog sie in Nr. 4 einen von Fritz August Breuhaus de Groot konzipierten sechsgeschossigen natursteinverkleideten Bau mit zurückhaltend gegliederten Werksteinfassaden.
Am 2. Januar 1956 begann die zuvor am 10. Dezember 1955 neu gegründete Herstatt-Bank in Nr. 29–31 ihren Geschäftsbetrieb. Diese Geschäftsräume erwiesen sich bald für die expansive Geschäftspolitik der Bank als zu klein, so dass man vom Gerling-Konzern das Trümmergrundstück Nr. 6–8/Ecke Tunisstraße erwarb und in drei Bauabschnitten bebauen ließ. Der erste Bauabschnitt war im Mai 1957 bezugsfertig, der zweite achtgeschossige Abschnitt mit markanten Flugdächern folgte 1963. Wilhelm Riphahn errichtete bis 1961 als zweiten Bauabschnitt den Turmbau für die Dresdner Bank in Nr. 7.

## Lage und heutige Bedeutung
Die Straße Unter Sachsenhausen liegt zwischen den in sie einmündenden Seitenstraßen Stolkgasse und Kattenbug. Ihre östliche Verlängerung heißt An den Dominikanern (140 m), westliche Verlängerung ist die Gereonstraße (320 m). Unter Sachsenhausen begann vor 1841 an der Marzellenstraße und erhielt in seinem östlichen Teil zur Erinnerung an das Dominikanerkloster den Namen An den Dominikanern.
Der Architekt Hermann Otto Pflaume gab in der Gründerzeit Unter Sachsenhausen und dem Kaiser-Wilhelm-Ring sein Gepräge. Die zahlreichen Prachtbauten für Banken machten die Straße zu einer der bedeutendsten in Europa. Der durch weitgehende Kriegszerstörung erforderliche Wiederaufbau brachte moderne Zweckbauten hervor. In der Nachkriegszeit zogen noch weitere Banken in die Straße, so etwa die Deutsche Centralbodenkredit AG im Oktober 1950 nach Nr. 2. Der Begriff „Kölner Wall Street“ entstand im Jahre 1957; ein Vergleich mit der Wall Street war durchaus vertretbar, denn an Unter Sachsenhausen konzentrierten sich in der Nachkriegszeit die meisten Kölner Kreditinstitute wie Landeszentralbank Köln (seit 1986 in Köln-Bayenthal), Deutsche Bank, Dresdner Bank, Commerzbank, Bankhaus Sal. Oppenheim, Herstatt-Bank (seit November 2011 GESIS – Leibniz-Institut für Sozialwissenschaften), Marcard, Stein & Co (Nr. 10–26), Merck Finck & Co (seit Juni 2009; Nr. 17), İşbank (Nr. 35) oder HypoVereinsbank (Nr. 37). Auf der Gereonstraße befinden sich weitere Banken wie UBS Deutschland AG (Nr. 1–3), ABN AMRO Commercial Finance (Nr. 15), Delbrück Bethmann Maffei AG (Nr. 15–23), LBBW (Nr. 30) oder PSD Bank Köln (Laurenzplatz 2).